# Siegmund Heinrich Stickel
Siegmund Heinrich Stickel nebo Stickl, též Sigmund Heinrich (2. května 1806 Česká Lípa – 4. srpna 1892 Česká Lípa), byl rakouský právník a politik německé národnosti z Čech, v 60. letech 19. století poslanec Českého zemského sněmu.

## Biografie
Působil jako advokát v České Lípě, kde v období let 1861–1863 zasedal v obecní radě. Byl členem místní odbočky spolku Verein für Geschichte der Deutschen in Böhmen.
Po obnovení ústavního systému vlády počátkem 60. let se zapojil i do politického života. V zemských volbách v Čechách roku 1861 byl zvolen na Český zemský sněm, kde zastupoval kurii městskou, obvod Česká Lípa.